# Pontoetoe
Pontoetoe este un sat localizat în partea de sud a Surinamului.